# Undine 74
Undine 74 ist ein deutsch-österreichischer Spielfilm von Rolf Thiele, eine Modernisierung der bekannten Erzählung Undine von Friedrich de la Motte Fouqué.

## Handlung
Undine ist ein Wasserwesen, durch und durch, das nichts vom irdischen Leben auf dem Land und menschlichen Gefühlen weiß. Die Sehnsucht nach menschlichem Leben treibt Undine eines Tages aus den Meeresfluten hinaus. Sie ist auf der Suche nach menschlicher Existenz, nach dem, was allgemein „Liebe“ genannt wird. Doch die ersten Erfahrungen mit den Männern sind eher ernüchternd. Sie, die Rolf Thieles Version einer modernen Undine begehren, wollen nur Sex, keine Liebe geben. Einer von ihnen, ein wenig feinfühliger Rocker, nimmt sie hemmungslos auf seinem Motorrad bei voller Fahrt.
Sie aber benötigt für eine neue Existenz, für die sie eine Seele bekommen muss, das Opfer eines wahrhaft liebenden Mannes, der seinen Einsatz zu ihrer Rettung mit dem Leben zu zahlen bereit ist. Hans, ein einfacher, aber ehrlicher Mann, erscheint ihr der Richtige. Hans ist fähig zu lieben, aber wird er auch das Opfer seines eigenen Lebens zu geben bereit sein? Die fünf Tage, die Hans auf Bitten Undines warten sollte, sind im Menschenleben fünf Jahre. Als Undine zu ihm zurückkehrt, ist dieser daher, des ewigen Wartens überdrüssig, in der Zwischenzeit mit Berta verlobt, und die zeigt sich angesichts Undines Erscheinens zunehmend eifersüchtig …

## Produktionsnotizen
Undine 74 entstand 1973 in Österreich und wurde am 19. April 1974 in Wien uraufgeführt. In Deutschland lief der Film am 9. Mai 1974 an. Die deutsche Fernseherstausstrahlung erfolgte am 19. Juli 1990 auf dem Privatsender Pro7.
Die Produktion übernahm Franz Antels langjähriger Aufnahmeleiter Gerald Martell. Theo Nischwitz sorgte für die optischen Spezialeffekte, Herbert Ursprunger für die Filmbauten.

## Kritik
Das Lexikon des internationalen Films fand den Film „trotz Ambitionen in Bild und Dialog ungenügend, mit ärgerlichen Durchbrüchen von Plumpheit und Dilettantismus.“